# مونومنت (كولورادو)
مونومنت (بالإنجليزية: Monument, Colorado)‏ هي بلدة تقع في مقاطعة إل باسو، كولورادو بولاية كولورادو في الولايات المتحدة. تبلغ مساحتها 12 (كم²)، وترتفع عن سطح البحر 2126 م، بلغ عدد سكانها 5530 نسمة في عام 2010 حسب إحصاء مكتب تعداد الولايات المتحدة .

## أعلام
- جيني شايكشافت
- جوش سكوت
- فرانسيس ماري ماكونيل- ميلز

## وصلات خارجية
- Town of Monument
- The US50 - Cities and Towns in Colorado State
- Colorado Cities and Towns, Facts, Map, Flag, Colleges, Government, and More